# 近园
31°46′56″N 119°57′32″E / 31.782094°N 119.95892°E
近园又名静园、恽家花园，是一座位于江苏省常州市天宁区长生巷（今常州宾馆院内东侧）的一座私家园林，建于清康熙七年至十一年（1668-1672），在布局、叠山和建筑方面继承了部分明代园林的特点，与未园、约园、意园并列为常州四大园林。
该园由顺治时进士、官至福建延平道按察司副使的杨青岩所建，并由画家王翬参与设计，部分利用了明代恽厥初东园故址，采用西宅东园的布局，园成后取“近乎似园”之意而命名为近园。同治时归刘翊宸，光绪时又归恽彦琦，恽氏在延续原有布局的基础上对建筑略作改观，并相继改称“复园”（取“失而复归”之意）、“静园”，俗称“恽家花园”。
现状园林部分保存较完整，住宅部分原有东西中三路共二十三进，今仅存东路的最后一进。园南北长80米，东西宽64米，以北部的西野草堂为主要厅堂，厅前凿池叠山，四周环以亭榭、书斋、轩馆和回廊，其中东西两侧以秋水亭和虚舟互为映衬的格局具有明朝晚期江南园林的典型特征。

## 历史沿革
清康熙六年（1667年），杨青岩因病还乡，在龙城书院注经堂的后侧购买了0.43公顷的废地并开始建造园林，于康熙十一年1672年完工，共历时五年。:573由于杨青岩认为此园“近乎园”，故名近园。:19杨青岩曾经邀请许多著名画家聚集在此。其中，恽南田书石、王石谷作《近园图》、笪重光为之题跋，他本人则写下了《近园记》。载有相关内容的残碑现在依旧在园中保存。杨青岩死后，近园屡次易主。同治年间，福建按察使刘翊宸得到此园并进行了整修工作。:35光绪十一年（1885年），恽南田的后代恽彦琦，他对园林加以修耸并将它改名为“静园”，当时的人还将它称为“恽家花园”。:300
20世纪50年代，此园曾先后被常州市政府和常州市总工会办公用。:3001964年，长生巷招待所（1981年起更名为常州宾馆）搬入了近园。80年代初，常州市政府拨款修复了西野草堂等一大批园内建筑。:573:300由于被常州宾馆长期占用，近园的破坏严重，23个院落宅第只剩下十子街17、19号院两处。1993年，经江苏省政府批准后，两个院落被划进了近园的建控地带。1997年，市文管办、规划局和规划设计院将其划入保护范围内。1982年3月，近园被江苏省政府列为第三批江苏省省级文保单位。2001年，三个单位一起完成了《常州市历史文化名城保护规划》的修订，该文件正式确认两院属于江苏省省保单位近园的一部分。
然而，2001年年底，市文管办和市规划局的部分人士越级同意了常州宾馆改建、扩建工程的修建规划，计划将两院、文保单位近园和周边建控地带全部划给常州宾馆用于新建各类娱乐建筑并为其颁发了《建设用地许可证》，涉事面积多达26100平方米。2002年12月10日，十子街19号院被拆毁。为了保护文物，17号院的住户出面阻挡拆迁行为。同年年底，谢民在人民政协报发表了《常州近园遗址不能再拆了》一文。2004年，文管办个别人员篡改了《常州市历史文化名城保护规划》，将近园抹去并改为商业建筑用地。
2013年5月，经中国国务院核定后，近园被列为全国重点文物保护单位。

## 园林架构和艺术技法
现在的近园占地面积约为4600平方米，南北长80米，东西宽64米，格局与古代时基本相同，变更较小。虽然建于清初，近园带有浓厚的晚明风格。其模式和速度近似于“散一慢一中一快—散”。近园的布局比较简单、清楚，水域位于全园中央，环绕、包围了岛山；建筑皆环绕在水域和岛山四周，包围了水域；岛山是一座高约4.2米的黄石假山，也是水域乃至园林的主体。园内的黄石假山与植被容易遮挡视线，导致对面的建筑半隐在山林中，运用到了“一隔”的手法，运用到了虚实的手法。园内的建筑以硬山顶为主，被曲折蜿蜒的爬山廊连接在一起，首尾相接，立面一般由大面积的白色组成。与其他园林相比，这些建筑的风格更加类似于民居，比较简单。此外，全园大量运用了对比的手法。
近园与其他清朝园林有许多区别。布局上，清朝园林中，“山水一体”，而且建筑与建筑间多半无景物遮挡；建筑上，清朝的建筑更为华丽，提栈比较陡峭，歇山的戗角也翘得比较高。
园林南部的见一亭为全园制高点，可鸟瞰全园。亭前为假山，后作植有牡丹等花卉的小台。园林北部的西野草堂主要用于接待宾客，为主要厅堂，坐北朝南，傍水而建。草堂与园中的水池相邻，与园内唯一的假山隔水相望，假山形态类似于自然山川，通过远近、疏密和似断似续的手法突使之显得突兀。上凿有一个洞穴，名为垂纶洞。洞穴上方则设有三梧亭。假山的东岸设有虚舟，与秋水亭相呼应，从此处附近出发可抵达容膝居，右拐途径小石拱桥后则回到了三梧亭。
园林西南角的建筑为天香阁、安乐居、临池的得月轩，相互依偎。得月轩旁的爬山廊逐渐走高，与秋水亭相接。秋水亭邻近水面，南北接环廊，东入湖中的黄石山林。得月轩左侧设有欲语阁。园林西部回廊很多，与北面的秋爽亭相接。

## 图集
| - 住宅部分 - 园门 - 西野草堂 - 岛山北面 - 岛山东面             |
| - 虚舟 - 容膝居 - 天香阁（左）和得月轩（右） - 见一亭 - 秋水亭 |
| 注：将鼠标光标放在图片上可以查看注解。                         |